# 釧路外環狀道路
釧路外環狀道路（日语：／ Kushiro-Sotokan Jōdōro */?）是一條連結日本北海道釧路市鶴野至釧路郡釧路町上別保，全長16.8公里。作為北海道横断自動車道的並行一般國道自動車專用道路（A'路線）整備。簡稱為釧路外環。
高速道路編號為，釧路西IC - 釧路東IC間為「E38」，釧路東IC - 釧路別保IC間為「E44」。
因應道東自動車道阿寒交流道至釧路西交流道區間於2024年(令和6年)12月22日通車，在此之前，此道路於同年9月12日全線更名為「道東自動車道」。自此「釧路外環狀道路」的名稱不會在路標上出現。

## 概要
釧路外環狀道路為國道38號及國道44號的汽車專用繞行道路，旨在減少釧路市區內的交通堵塞以及交通事故，提高準時性及安全性
該道路承接了北海道中央地區和十勝地區、釧路・根室地區之間高規格幹線道路網路的一部分機能，計劃在北海道橫斷車道的釧路西交流道與國道38號繞行釧路新道相連接，形成一條連接釧路市東西兩側的大範圍環狀道路。

### 路線資料
- 起點：北海道釧路市鶴野 (釧路西IC（日语：釧路西インターチェンジ）) [4]
- 終點：北海道釧路郡釧路町上別保 (釧路別保IC（日语：釧路別保インターチェンジ）) [4]
- 全長：16.8km [4]
- 規格：第1種第2級 [4]
- 設計速度：100km/h [4]
- 道路寬度：暫定12m (完成23.5m) [4]
- 車道寬度：3.5m [4]
- 車道數：暫定2車道(完成4車道) [4]

## 歷史
- 1998年(平成10年)：動工[4]
- 2016年(平成28年)3月12日：釧路西IC - 釧路東IC間通車[5]
- 2019年(平成31年)3月9日：釧路東IC - 釧路別保IC間通車[6]。
- 2024年(令和6年)：
  - 9月12日：因應道東自動車道阿寒交流道 - 釧路西交流道間的開通，一般國道 38 、44 號線上的釧路外環狀道路（釧路西交流道 - 釧路別保交流道）從「釧路外環狀道路」更名為「道東自動車路」[3]。
  - 12月22日：阿寒交流道 - 釧路西交流道間開通[7]。

## 交流道
- 全線位於北海道境內。
- IC為交流道的簡寫。
- IC編號沿用道東自動車道的編號。

| 交流道 編號      | 中文設施名稱 | 日文設施名稱     | 英文設施名稱 | 接續路線名稱             | 千歲惠庭起計 （公里）             | 釧路西起計 （公里） | 備註                              | 所在地         | 所在地       |
| ---------------- | ------------ | ---------------- | ------------ | ------------------------ | --------------------------------- | ------------------- | --------------------------------- | -------------- | ------------ |
| E38 道東自動車道 |              |                  |              |                          |                                   |                     |                                   |                |              |
| 18               | 釧路西IC     |                  |              | 國道38號（釧路新道）     | 259.1                             | 0.0                 |                                   | 釧路綜合振興局 | 釧路市       |
| 19               | 釧路中央IC   |                  |              | 釧路市道柳橋通           | 265.0                             | 5.9                 | 往帶廣方向的入口 根室方向起的出口 | 釧路綜合振興局 | 釧路市       |
| 19               | 釧路中央IC   | 釧路市道共榮橋通 | 266.1        | 7.0                      | 帶廣方向起的出口 往根室方向的入口 |                     |                                   | 釧路綜合振興局 | 釧路市       |
| 20               | 釧路東IC     |                  |              | 國道391號                | 268.8                             | 9.7                 |                                   | 釧路綜合振興局 | 釧路郡釧路町 |
| 21               | 釧路別保IC   |                  |              | 國道272號 釧路中標津道路 | 275.9                             | 16.8                |                                   | 釧路綜合振興局 | 釧路郡釧路町 |
| E44 別保尾幌道路 |              |                  |              |                          |                                   |                     |                                   |                |              |